# 长葶鸢尾
长葶鸢尾（学名：Iris delavayi）为鸢尾科鸢尾属的植物，为中国的特有植物。分布在中国大陆的四川、西藏、云南等地，生长于海拔2,700米至3,100米的地区，一般生长在水沟旁湿地和林缘草地，目前尚未由人工引种栽培。